# 园部八奏
园部八奏（日语：／ Wakana Sonobe，2008年1月17日—），埼玉县人，日本女子网球运动员。2025年澳大利亚网球公开赛青少年女子单打比赛冠军，2024年美国网球公开赛青少年女子单打比赛亚军，是日本历史上首个获得大满贯青少年组单打冠军的球员。

## 个人生活
园部八奏是埼玉县出身，4岁开始打网球，期间短暂练习过芭蕾舞。2021年她获得了日本U14全国网球比赛的单打冠军，2022年2月开始在美国IMG学院练习网球。

## 职业生涯
她在2023年澳大利亚网球公开赛上首次亮相大满贯，她和搭档埃默生·琼斯进入青少年女子双打第二轮。在2023年温布尔登网球锦标赛上参加单打比赛，她在第一轮被英国球员米卡·斯托伊萨夫列维奇击败。稍后在2023年美国网球公开赛女子单打的第一轮中再次输给了斯托伊萨夫列维奇，但与同胞木下晴結一起进入了青少年双打的半决赛。
她与斯托伊萨夫列维奇搭档在2024年法国网球公开赛上进入了青少年女双八强，单打比赛进入了第三轮，输给了泰雷扎·瓦伦托娃。在2024年温布尔登网球锦标赛上，她在青少年女双进入八强，青少年单打进入第三轮，输给了伊娃·约维奇。在2024年美国网球公开赛青少年女子单打比赛中，园部八奏进入了决赛，但输给了斯托伊萨夫列维奇。
她在2025年澳大利亚网球公开赛上连续第2次打入大满贯青少年女单决赛，最终在决赛中击败了美国球员克里斯蒂娜·佩妮科娃首次获得青少年大满贯女单冠军，这是公开赛年代以来首个获得大满贯青少年女单冠军的日本球员。同时她还与斯托伊萨夫列维奇搭档进入双打八强。
园部八奏随后开始进入成人赛场，她首次参加WTA巡回赛是在WTA500赛事2025年阿布扎比网球公开赛上，她获得了一张资格赛外卡并成功打入正赛，并在首轮击败了中国球员袁悦获得巡回赛首胜。

## 青少年大满贯决赛

### 单打: 2 (1冠1亚)
| 结果 | 日期 | 巡回赛             | 场地 | 对手                  | 比分     |
| ---- | ---- | ------------------ | ---- | --------------------- | -------- |
| 负   | 2024 | 美国网球公开赛     | 硬地 | 米卡·斯托伊萨夫列维奇 | 4–6, 4–6 |
| 胜   | 2025 | 澳大利亚网球公开赛 | 硬地 | 克里斯蒂娜·佩妮科娃   | 6–0, 6-1 |